# Château de Trautenfels
Le château de Trautenfels est un château situé à Liezen (Styrie) en Autriche.